# Пояна (Теутеу, Біхор)
Пояна (рум. Poiana) — село у повіті Біхор в Румунії. Входить до складу комуни Теутеу.
Село розташоване на відстані 430 км на північний захід від Бухареста, 41 км на північний схід від Ораді, 110 км на північний захід від Клуж-Напоки.

## Населення
За даними перепису населення 2002 року у селі проживали 263 особи.
Національний склад населення села:
| Національність | Кількість осіб | Відсоток |
| -------------- | -------------- | -------- |
| румуни         | 162            | 61,6%    |
| угорці         | 94             | 35,7%    |
| словаки        | 7              | 2,7%     |

Рідною мовою назвали:
| Мова      | Кількість осіб | Відсоток |
| --------- | -------------- | -------- |
| румунська | 162            | 61,6%    |
| угорська  | 94             | 35,7%    |
| словацька | 7              | 2,7%     |